# Turatia psameticella
Turatia psameticella is een vlinder uit de familie dominomotten (Autostichidae). De wetenschappelijke naam is, als Holcopogon psameticella, voor het eerst geldig gepubliceerd in 1914 door Rebel.
De soort komt voor in het Afrotropisch gebied.

## Andere combinaties
- Holcopogon psameticella Rebel, 1914
- Ilionarsis psameticellus (Rebel, 1914)